# Café La Granja
El Café La Granja fue un café de relevancia cultural ubicado en la plaza Circular de la villa de Bilbao.

## Historia
El Café La Granja estuvo situado en el centro neurálgico de Bilbao, con su fachada principal hacia la plaza Circular y con conexión a la calle Ledesma. Fue inaugurado el 31 de julio de 1926, festividad de San Ignacio, patrón de Vizcaya, por la familia Lozano.
Fue construido al estilo de los "grandes cafés franceses", con entrada a dos calles. Dispuso de 325 metros cuadrados de planta y sus techos de 4,40 de alto le dieron la amplitud y diafanidad de espacio características, a la que contribuyó la elegante sencillez de su larga barra de madera tallada, sus columnas de hierro forjado y las lámparas art nouveau (procedentes de la remodelación del teatro sevillano Lope de Vega).

### Cierre definitivo
El legendario establecimiento, vigente durante 90 años, cerró definitivamente el 8 de febrero de 2017 al vender Helvetia Seguros el edificio de la Plaza Circular en el que se ubicó a un fondo inversor por 7, 5 millones.
El edificio, obra del arquitecto bilbaíno Severino Achúcarro, de cerca de 3.000 metros cuadrados de superficie distribuida en ocho plantas, siete de ellas sobre rasante, y construido en 1891, fue adquirido, tras quedar vacío en 2017, para reconvertirlo en un establecimiento hotelero por sus nuevos propietarios.